# Cleistocactus piraymirensis
Cleistocactus piraymirensis ist eine Pflanzenart in der Gattung Cleistocactus aus der Familie der Kakteengewächse (Cactaceae).

## Beschreibung
Cleistocactus piraymirensis wächst strauchig mit an der Basis verzweigten, aufrechten, graugrünen, zur Spitze verjüngten Trieben und erreicht bei Durchmessern von bis 3 Zentimetern Wuchshöhen von bis zu 1 Meter. Es sind etwa 15 Rippen vorhanden. Die Areolen stehen weit voneinander entfernt. Die nadeligen, dünnen Dornen sind weißlich. Der abwärts gerichtete Mitteldorn ist 1,5 bis 2,5 Zentimeter lang. Die 12 bis 18 Randdornen sind ausgebreitet und 4 bis 10 Millimeter lang.
Die etwas zygomorphen, magentafarbenen Blüten sind schwach S-förmig gebogen. Sie sind 5 bis 6 Zentimeter lang und erreichen Durchmesser von bis 1,2 Zentimetern. Die Blütenröhre  ist mit weißen Haaren und bis 2 Zentimeter langen, weißen Haaren und bis 1 Zentimeter langen Borsten besetzt. Die grünlich purpurfarbenen Früchte sind bis 1,5 Zentimeter lang. Sie sind mit einigen weißen Haaren und bis 1 Zentimeter langen Borsten besetzt.

## Verbreitung und Systematik
Cleistocactus piraymirensis ist im bolivianischen Departamento Santa Cruz in der Provinz Vallegrande verbreitet.
Die Erstbeschreibung erfolgte 1961 durch Martín Cárdenas. Nomenklatorische Synonyme sind Seticleistocactus piraymirensis (Cárdenas) Backeb. (1963) und Cleistocactus candelilla subsp. piraymirensis (Cárdenas) Mottram (2002).

## Nachweise